# Cultuurfilosofie
Cultuurfilosofie is een vakgebied binnen de filosofie. De cultuurfilosofie bestudeert de mens, in een door menselijk toedoen veranderende maatschappij. Hierbij kan een cultuurfilosoof zich richten op verschillende vlakken:
- nieuwe uitvindingen die het dagelijks leven totaal veranderen, bijvoorbeeld internet
- veranderingen binnen het arbeidsethos, bijvoorbeeld door de opkomst van de lopende band
- veranderende normen en waarden, bijvoorbeeld verschillen tussen waarden en normen van de middeleeuwen en nu

## Visies van filosofen

### Kant
Het idee dat de maatschappij door mensen veranderd kan worden, de maakbaarheidsgedachte, ontstond tijdens de Verlichting in de 18e eeuw. De eerste cultuurfilosofische analyse werd gedaan door Immanuel Kant in zijn tekst Was ist Aufklärung? uit 1783. Kant vond dat de mensen gestimuleerd moesten worden om de samenleving te moderniseren. Volgens Kant heeft de mens een innerlijke moraliteit, waarmee hij de samenleving in een morele richting kan ontwikkelen.

### Hegel
G.W.F. Hegel geloofde niet in de effectiviteit van de goede bedoelingen van de mens. Hij probeert de systematiek van een veranderende samenleving te doorgronden. Moderniteit wordt volgens hem veroorzaakt door het kapitalisme. In Das System der Bedürfnisse uit 1819 waarschuwt hij de mensen voor een toename van vrijheid die tot een totale vervreemding kan leiden, omdat mensen niet meer weten wat ze moeten doen met hun tijd. De modernisering van de economie zorgt ervoor dat mensen steeds minder hoeven te ploeteren om te overleven.

### Marx
Karl Marx hing een andere theorie aan. Marx denkt dat de modernisering van de economie de mensen tot slaaf van de kapitalistische productiewijze maakt. Marx noemde dit de vervreemding: de arbeider werkt, maar deze arbeid en het eindproduct daarvan is hem vreemd, en wordt hem door de 'markt' uit handen genomen, waardoor een situatie van sleur en ervaren zinloosheid ontstaat. Marx vermoedt dat de mensen onvermijdelijk in opstand zullen komen tegen het kapitalisme, waarna er een socialistische samenleving ontstaat, waarin mensen gestimuleerd worden tot creativiteit in hun arbeid, zonder dwang en uitbuiting. Dit idee wordt onder andere beschreven in Die entfremdete Arbeit uit 1844.

### Nietzsche
Ook Friedrich Nietzsche had kritiek op het vooruitgangsdenken van Kant. Hij meende dat de mens geen vrij handelend individu is. De mens wordt gedreven door onbewuste processen in het lichaam. Het bewustzijn is niet meer dan een verbindingsnet binnen een collectief van mensen, waarvan de taal de kern is. Nietzsche dacht dat de mens als zodanig ooit zal verdwijnen en plaats zal maken voor de übermensch, die als het ware een soort eindpunt van de cultuur is. Nietzsche, bij monde van Zarathoestra, zag zichzelf als de profeet van die nieuwe, toekomstige mens.

## Actualiteit
De vragen die gesteld worden in de cultuurfilosofie zijn nog altijd erg actueel, vooral door de tijdgebondenheid van sommige visies op de samenleving. Daarnaast zullen nieuwe uitvindingen voor nieuw denkmateriaal van dit onderdeel van de filosofie blijven zorgen.